# Łotewskie monety euro

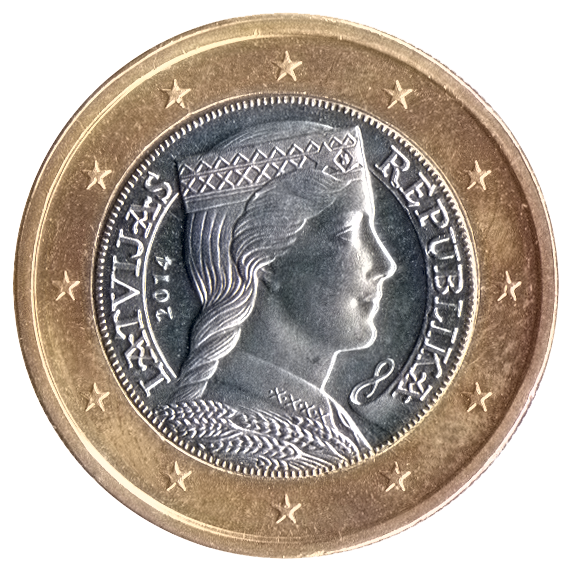
Moneta 1 euro

Łotewskie monety euro – wprowadzone do obiegu monety euro z narodowymi awersami 1 stycznia 2014 roku. Wybijane są przez Państwową Mennicę Badenii-Wirtembergii. Zastąpiły dotychczasowo obowiązujące łaty łotewskie.

## Część narodowa
- 1, 2 i 5 centów – awers monet, zaprojektowan przez Laimonisa Šēnbergsa, przedstawia mały herb Łotwy z napisem u dołu LATVIJA,
- 10, 20 i 50 centów – awers monet, zaprojektowany przez Laimonisa Šēnbergsa, przedstawia wielki herb Łotwy z napisem u dołu LATVIJA,
- 1 euro – awers monety, zaprojektowany przez Guntarsa Sietiņša, przedstawia Alegorię Republiki Łotewskiej – popiersie kobiety w ludowym stroju łotewskim wzorowana na rewercie monety o nominale 5 łatów wg projektu Riharda Zariņša z napisem LATVIJAS REPUBLIKA,
- 2 euro – awers monety, zaprojektowany przez Guntarsa Sietiņša, jest taki sam jak na monecie 1 euro[c], a na rancie monety wytłoczony jest napis DIEVS * SVĒTĪ * LATVIJU (Boże błogosław Łotwę)

## Okolicznościowe monety 2 euro
- 2014 – Ryga Europejską Stolicą Kultury 2014
- 2016 – Kurlandia
- 2016 – Liwonia
- 2016 – Łatgalia
- 2018 – Semigalia
- 2019 – Uzlecošā Saule